# Amina Okujewa
Amina Wiktorowna Okujewa (ukrainisch Аміна Вікторівна Окуєва; * 5. Juni 1983 in Odessa, Ukrainische Sozialistische Sowjetrepublik, UdSSR; † 30. Oktober 2017 in Hlewacha, Oblast Kiew, Ukraine) war eine tschetschenischstämmige Ärztin, Euromaidanaktivistin und zum Islam konvertierte Polizeileutnantin.

## Biographie
Okujewa ist in die Familie eines tschetschenischen Vaters und einer polnischen Mutter in Odessa hineingeboren. Ihre Kindheit und Jugendjahre verbrachte sie in Moskau und Grosny. Im Jahre 2000, im Alter von 17 Jahren, trat sie zum Islam über und kämpfte gegen russische Truppen im Zweiten Tschetschenienkrieg.
2003 beschloss ihre Familie nach Odessa zurückzukehren. Dort schrieb sich Okujewa an der Nationalen Medizinischen Universität ein und spezialisierte sich auf Allgemeinchirurgie. Nach dem Abschluss begann sie in einem lokalen Krankenhaus ihre ärztliche Tätigkeit als Praktikantin.
Mit dem Ausbruch der Bürgerproteste in Kiew im November 2013 schloss sie sich einer Einheit von afghanischen Veteranen an und war hauptsächlich mit der Verteilung von medizinischen Zelten an Demonstranten beschäftigt. Später trat sie als Rettungssanitäterin dem Bataillon „Kiew 2“ bei und zog in den Krieg gegen prorussische Separatisten im Osten der Ukraine. Doch aufgrund der unmittelbaren Beteiligung an den Kämpfen um Debalzewe und Luhansk konnte Okujewa praktisch keinen medizinischen Dienst leisten.
Okujewa trat bei der Parlamentswahl in der Ukraine im Oktober 2014 als unabhängige Kandidatin an und bekam 3,7 Prozent der Stimmen.

## Attentatsversuch
Anfang Juni 2017 überlebten Okujewa und ihr Ehemann Adam Osmajew, Anführer des nach Dschochar Dudajew benannten tschetschenischen Bataillons, einen spektakulären Anschlag. Dieser wurde von einem Mann verübt, der sich dem Paar als Alex Werner, Journalist der Pariser Tageszeitung Le Monde ausgab. Er plante angeblich eine große Reportage über den Kampf der beiden in der Ukraine. Während einer gemeinsamen Autofahrt im Kiewer Bezirk Podil schoss er unerwartet mit einer Pistole auf Osmajew, der einst in Russland wegen Vorbereitung eines angeblichen Attentats auf Wladimir Putin angeklagt wurde. Osmajew überlebte verletzt, unter anderem weil Okujewa schnell reagierte und das Feuer auf den Angreifer eröffnete. Der festgenommene Täter wurde als Artur Denisultanow (alias Курмакаев Kurmakajew) identifiziert. Er war ein russischer Staatsbürger tschetschenischer Abstammung, der unter dem Spitznamen „Dingo“ bekannt war.

## Ermordung
Das zweite Attentat am 30. Oktober 2017, das eigentlich gegen Osmajew gerichtet war, überlebte Okujewa nicht. Zusammen mit Osmajew fuhr sie an jenem Tag in einem Auto nach Kiew. An einem Eisenbahnübergang nahe dem Dorf Hlewacha im Rajon Wassylkiw der Oblast Kiew gerieten sie plötzlich in einen Kugelhagel. Okujewa wurde zweimal am Kopf getroffen und starb am Tatort. Osmajew wurde leicht am Bein verletzt. Bisher konnten die Täter und Auftraggeber nicht ermittelt werden. Das ukrainische Innenministerium vermutet jedoch den russischen Geheimdienst FSB hinter der tödlichen Aktion.
Okujewa wurde am 1. November 2017 in Dnipro auf eigenen Wunsch neben Issa Achjadowitsch Munajew beigesetzt. Munajew war Kampfgefährte von Okujewa und wurde im Februar 2015 beim Kampf um Debalzewe getötet.